# Santa Catarina, La Piedad
Santa Catarina är en ort i Mexiko.   Den ligger i kommunen La Piedad och delstaten Michoacán de Ocampo, i den centrala delen av landet, 300 km väster om huvudstaden Mexico City. Santa Catarina ligger 1 701 meter över havet och antalet invånare är 107.
Terrängen runt Santa Catarina är platt åt sydost, men åt nordväst är den kuperad. Runt Santa Catarina är det ganska tätbefolkat, med 104 invånare per kvadratkilometer. Närmaste större samhälle är La Piedad Cavadas, 6,4 km norr om Santa Catarina. Trakten runt Santa Catarina består till största delen av jordbruksmark.